# Bjarne Thoelke
Bjarne Thoelke (* 11. April 1992 in Gifhorn) ist ein deutscher Fußballspieler.

## Karriere

### Vereine

#### Anfänge
Bjarne Thoelke trat 1996 im Alter von vier Jahren der Jugend des VfL Wahrenholz bei. 2005 wechselte er in die Jugend des Bundesligisten VfL Wolfsburg. Am 6. August 2010 gab er sein Debüt im Seniorenbereich, als er am ersten Spieltag der Regionalliga-Saison 2010/11 gegen den TSV Havelse für die zweite Mannschaft des VfL Wolfsburg auflief.
Am 20. August 2010, dem zweiten Spieltag, machte Thoelke sein erstes Tor für die zweite Mannschaft, als er beim 4:2-Sieg, gegen Türkiyemspor Berlin, zum 3:2 traf. Das war auch sein erster Treffer im Seniorenbereich. Im Saisonverlauf pendelte er hierbei zwischen A-Jugend und der zweiten Mannschaft. Zum Saisonende standen fünf Einsätze für die A-Jugend in der A-Junioren-Bundesliga sowie 13 Einsätze (ein Treffer) für die zweite Mannschaft.

#### Erster Profivertrag in Wolfsburg
In der Folgesaison unterschrieb Thoelke am 11. Oktober 2011 einen Profivertrag, nachdem er zuvor zwei Einsätze für die Reserve bestritten hatte. Am 15. Oktober 2011 gab Thoelke sein Profidebüt, als er am neunten Spieltag der Fußball-Bundesliga gegen den 1. FC Nürnberg in der Anfangself stand. Hierbei spielte er das komplette Spiel durch. In jener Saison, an deren Ende der VfL Wolfsburg den achten Platz belegte, spielte Thoelke in sechs Bundesliga-Spielen.

#### Leihe nach Dresden und Rückkehr nach Wolfsburg
Zur Saison 2012/13 verlängerte Thoelke seinen Vertrag mit dem VfL Wolfsburg bis zum 30. Juni 2015 und wurde für zwei Spielzeiten an den Zweitligisten Dynamo Dresden ausgeliehen. Allerdings verlief die erste Saison für Thoelke enttäuschend, dass die Leihe bereits nach einer Saison beendet wurde. So kam er nur in fünf Zweitligapartien zum Einsatz.
Zur Saison 2013/14 kehrte Thoelke nach Wolfsburg zurück und gehörte fortan nur noch dem Kader der zweiten Mannschaft an. Aufgrund eines Bänderrisses im Sprunggelenk und einer anschließenden Operation musste er 16 Monate pausieren. Erst im November 2014 kam Thoelke wieder zu Einsätzen. So lief er in der Saison 2014/15 19 Mal in der Regionalliga auf und erzielte zwei Tore.

#### Thoelke beim Karlsruher SC
Zur Saison 2015/16 wechselte Thoelke zum Karlsruher SC. Dort debütierte er am 22. August 2015, dem 4. Spieltag dieser Saison, beim 2:0-Heimsieg gegen den MSV Duisburg, als er in der 66. Spielminute für Daniel Gordon eingewechselt wurde. Am 21. Mai 2017, dem 34. Spieltag der folgenden Saison, erzielte Thoelke bei der 1:2-Niederlage gegen Eintracht Braunschweig seinen ersten Treffer für den KSC. In derselben Saison stieg er mit den Karlsruhern in die 3. Liga ab. Insgesamt konnte sich Thoelke bei den Badenern nicht durchsetzen. Um Spielpraxis zu sammeln, kam er in den zwei Spielzeiten auch zu elf Einsätzen (zwei Tore) in der zweiten Mannschaft in der fünftklassigen Oberliga Baden-Württemberg.

#### Wechsel zum Hamburger SV
Zur Saison 2017/18 wechselte Thoelke in die Bundesliga zum Hamburger SV, bei dem er einen Einjahresvertrag erhielt. Der Transfer kam auch dadurch zustande, dass Sportdirektor Jens Todt ihn in gleicher Position zwei Jahre zuvor zum Karlsruher SC geholt hatte. Im Sommertrainingslager zog er sich einen Innenbandriss im Knie zu und fiel für mehrere Monate aus. Zurück im Training erlitt er Ende Oktober 2017 einen Syndesmosebandanriss, was eine weitere mehrmonatige Pause bedeutete. Zum Saisonende kam er zu fünf Einsätzen in der zweiten Mannschaft in der viertklassigen Regionalliga Nord, in denen er einen Treffer erzielte. In der ersten Mannschaft blieb er ohne Einsatz. Nach der Saison, in der der HSV erstmals aus der Bundesliga abgestiegen war, verließ er den Verein mit Auslaufen seines Vertrags.

#### Wechsel nach Österreich
Zur Saison 2018/19 wechselte Thoelke in die österreichische Bundesliga zum FC Admira Wacker Mödling. Im Februar 2019 zog er sich beim ersten Spiel nach der Winterpause gegen den FC Wacker Innsbruck nach einem Foul von Martin Harrer einen Schien- und Wadenbeinbruch zu. Nach 19 Einsätzen für die Admira in der Bundesliga verließ er den Verein nach der Saison 2019/20.

#### Rückkehr nach Deutschland
Nach einem halben Jahr ohne Verein kehrte Thoelke im Januar 2021 nach Deutschland zurück und schloss sich dem Drittligisten 1. FC Saarbrücken an, bei dem er einen Vertrag bis zum Ende der Saison 2020/21 erhielt. Am 1. Februar 2021 zog sich der Innenverteidiger bei seinem zweiten Drittligaeinsatz einen Wadenbeinbruch zu und fiel bis zum Saisonende aus. Anschließend verließ er den Verein mit seinem Vertragsende wieder.
Nach fast siebenmonatiger Vereinslosigkeit wurde er Ende Januar 2022 erneut vom 1. FC Saarbrücken unter Vertrag genommen. Für die Saarbrücker hat Thoelke 61 Partien in der 3. Liga und dem DFB-Pokal absolviert, ehe er den Verein im Sommer 2025 nach Auslaufen seines Vertrags verlassen musste.

### Nationalmannschaft
Thoelke lief im August 2009 einmal für die deutsche U18-Auswahl auf. Am 18. August 2010 debütierte er für die U-19-Auswahl Deutschlands, als er beim 5:2-Sieg in Meerbusch gegen Belgien zu Beginn der zweiten Halbzeit für Shkodran Mustafi eingewechselt wurde. Am 3. September 2010 machte Thoelke sein zweites und zugleich letztes Spiel für die U19, als er beim 2:2-Unentschieden in Groesbeck gegen die Niederlande in der Anfangself stand.

## Erfolge
- Deutscher A-Jugend-Meister: 2011